# ستيغ ليندبرغ
ستيغ ليندبرغ (بالسويدية: Stig Lindberg)‏ هو منافس ألعاب قوى سويدي، ولد في 3 يوليو 1931 في Malungsfors ‏ في السويد، وتوفي في 11 أكتوبر 2010.

## وصلات خارجية
- ستيغ ليندبرغ على موقع أوليمبيديا (الإنجليزية)
- ستيغ ليندبرغ على موقع اللجنة الأولمبية السويدية (السويدية)